# Lymantriopsis lacteata
Lymantriopsis lacteata är en fjärilsart som beskrevs av Holland 1893. Lymantriopsis lacteata ingår i släktet Lymantriopsis och familjen björnspinnare. Inga underarter finns listade i Catalogue of Life.